# 후안 카를로스 로드리게스 모레노
후안 카를로스 로드리게스 모레노(스페인어: Juan Carlos Rodríguez Moreno, 1965년 1월 19일, 카스티야 이 레온 주 푸엔테 카스트로 ~)는 줄여서 후안 카를로스(스페인어: Juan Carlos)로 알려진 스페인의 전 축구 선수로, 현역 시절 좌측 수비수로 활약했다.

## 클럽 경력
현역 시절, 후안 카를로스는 바야돌리드(현역 첫 무대이자 15년의 마침표를 찍는 은퇴무대로써 두 차례 활약했다), 아틀레티코 마드리드, 바르셀로나, 그리고 발렌시아에서 활약했다. 바르사 시절 그는 1991–92 시즌에 유러피언컵에서 삼프도리아를 제치고 우승을 거두었다. 그는 또한 카탈루냐 연고 구단 일원으로 3년 연속 라 리가 우승도 경험했다. 그는 프로 무대에서 297번의 리그 경기에 출전했는데, 모두 1부 리그 경기에 출전했고, 2골을 기록했는데, 두 골 모두 바야돌리드 시절에 기록했다.
2008년 후안 카를로스는 바야돌리드로 복귀해 구단의 단장직을 맡았다.

## 국가대표팀 경력
후안 카를로스는 1991년 4월 17일에 스페인 국가대표팀 경기에 1번 출전했다. 그는 카세레스에서 0-2로 패한 루마니아와의 친선경기에서 90분을 소화했다.

## 수상

### 클럽
아틀레티코 마드리드
- 코파 델 레이: 1990–91

바르셀로나
- 라 리가: 1991–92, 1992–93, 1993–94
- 수페르코파 데 에스파냐: 1991, 1992
- 유러피언컵: 1991–92

발렌시아
- 코파 델 레이 준우승: 1994–95[5]

### 국가대표팀
스페인 U-21
- UEFA U-21 축구 선수권 대회: 1986[6]